# Castle of Shikigami III
Castle of Shikigami III (式神の城 III, Shikigami no Shiro episode-3) est un jeu vidéo de type shoot 'em up développé par Alfa System et édité par Taito, sorti en 2006 sur borne d'arcade, Windows, Wii et Xbox 360.

## Accueil
- Nintendo Life : 8/10 (Wii)[1]